# Osowa

Lage des Stadtbezirks Osowa in Danzig

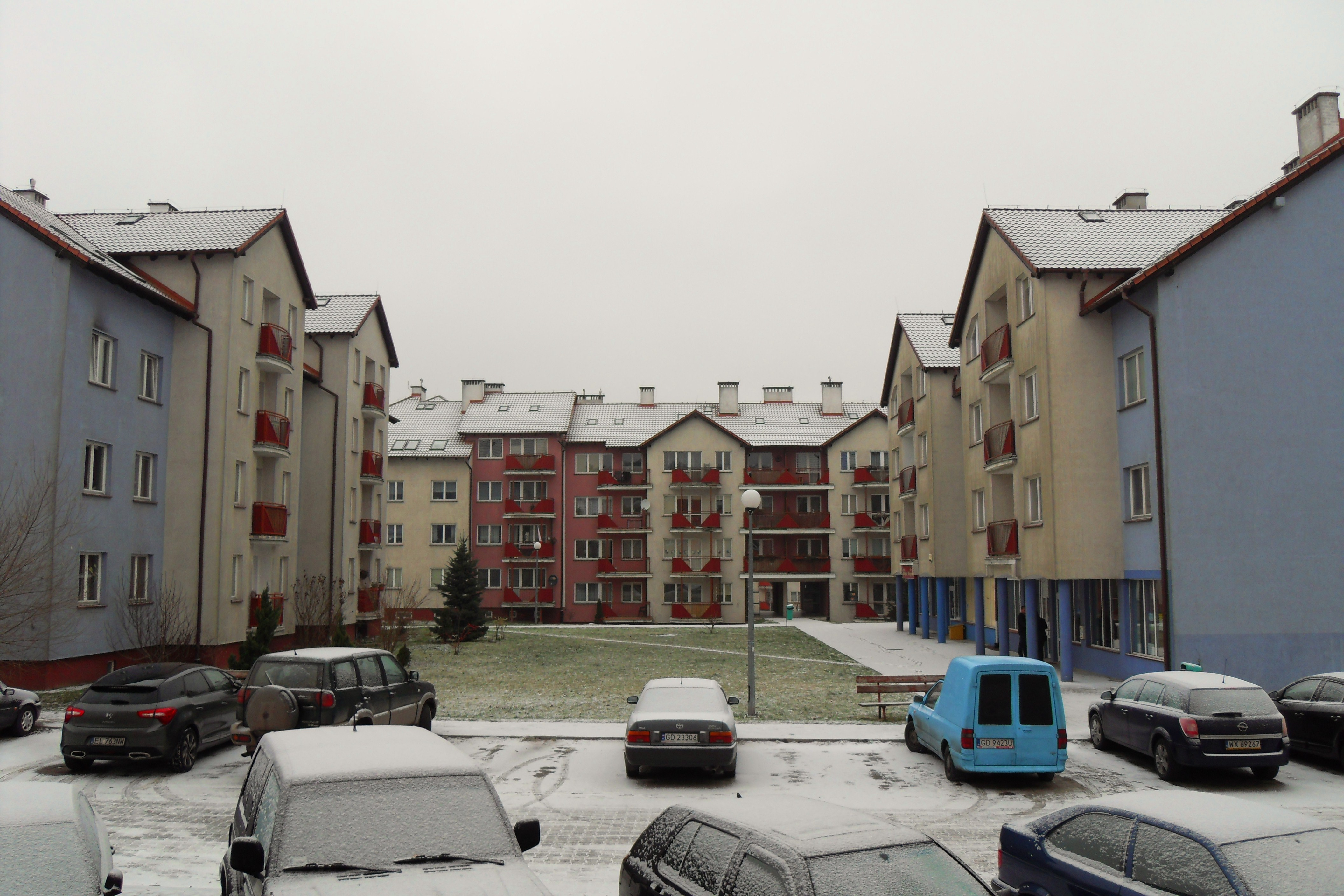
Osowa wird von Neubausiedlungen geprägt

Osowa (kaschubisch Òsowô; deutsch Espenkrug) ist der nordwestlichste Stadtbezirk von Gdańsk (Danzig) in Polen, dieser umfasst eine Fläche von 14,1 km² und zählt 13245 Einwohner mit einer Bevölkerungsdichte von 937 Einwohnern/km². Das Gebiet und die Orte gehören seit dem 1. Januar 1973 administrativ zur Stadt Danzig.

## Geschichte
Espenkrug hatte 1905 nur 201 Einwohner und gehörte wie die benachbarte Stadt Zoppot bis 1920 zum Kreis Neustadt in Westpreußen im Regierungsbezirk Danzig der Provinz Westpreußen des Deutschen Reichs.
Nach dem Ende des Ersten Weltkrieges musste Osowa, wie der größere Teil Westpreußens, aufgrund der Bestimmungen des Versailler Vertrags 1920 zum Zweck der Einrichtung des Polnischen Korridors an Polen abgegeben werden. Espenkrug wurde in Osowa umbenannt und lag an der Grenze zur Freien Stadt Danzig. Dagegen gehörten die östlichen Orte des heutigen Stadtbezirks zum Kreis Danziger Höhe und waren von 1920 bis 1939 Teil Freien Stadt Danzig. 1921 wurde Osowa Bahnstation an der Kohlenmagistrale (Magistrala węglowa), das Bahnhofsgebäude wurde 1930 erbaut.
Mit dem Überfall auf Polen im September 1939 kam Osowa für die Dauer des Zweiten Weltkriegs völkerrechtswidrig zum Reichsgau Danzig-Westpreußen.

## Geografie
Der Bezirk grenzt an die Städte Gdynia und Sopot und die Danziger Stadtbezirke Matarnia (Mattern) und Oliwa (Oliva).

## Siedlungen und ehemalige Orte
Neben Osowa (Espenkrug), gehören die Siedlungen Barniewice (Barnewitz), Kukawka (-), Nowy Świat (Neue Welt), Owczarnia (Schäferei) und Wysoka (Wittstock) zum Stadtbezirk Osowa.

## Verkehr
Der Stadtbezirk ist über die Schnellstraße Droga ekspresowa S6 an die Stadt Danzig sowie zur Metropolregion Dreistadt angebunden.

### Bahn
Seit September 2015 ist der Bahnhof an die neue Bahnstrecke Gdańsk Wrzeszcz–Gdańsk Osowa angeschlossen, der Lech-Wałęsa-Flughafen Danzig liegt nur zwei Stationen und 3,3 km entfernt. Über die Strecke von Gdynia (Gdingen) wird Kościerzyna (Berent) erreicht. In Gdynia und Gdańsk Wrzeszcz (Langfuhr) besteht Anschluss an alle Fernzüge und den Nahverkehr.